# Mùa bão Nam Thái Bình Dương 2024–25
Mùa bão Nam Thái Bình Dương 2024–25 là một giai đoạn trong năm mà hầu hết các xoáy thuận nhiệt đới hình thành trên vùng Nam Thái Bình Dương phía Đông kinh tuyến 160°Đ đến 120°T. Mùa bão chính thức bắt đầu từ ngày 1 tháng 11 năm 2024 và kết thúc vào ngày 30 tháng 4 năm 2025; tuy nhiên xoáy thuận nhiệt đới có thể hình thành vào bất kỳ thời điểm nào trong năm - khi đó chúng vẫn sẽ được tính vào trong mùa bão. Xoáy thuận nhiệt đới hoạt động trên khu vực này được theo dõi bởi Trung tâm Khí tượng Chuyên ngành Khu vực (RSMC) tại Nadi, Fiji và các Trung tâm Cảnh báo Xoáy thuận Nhiệt đới (TCWC) tại Brisbane, Australia và Wellington, New Zealand. Quân đội Hoa Kỳ thông qua Trung tâm Cảnh báo Bão Liên hợp (JTWC) cũng theo dõi khu vực này và ban hành những cảnh báo không chính thức phục vụ cho những lợi ích của nước Mỹ. RSMC Nadi đặt một con số và hậu tố F cho những vùng nhiễu động nhiệt đới hình thành hoặc di chuyển vào khu vực trong khi JTWC chỉ định cho những áp thấp nhiệt đới một số hiệu và hậu tố P. RSMC Nadi, TCWC Wellington và TCWC Brisbane tất cả đều sử dụng Thang đo của Úc và ước tính vận tốc gió duy trì liên tục trong khoảng thời gian 10 phút; trong khi JTWC ước tính vận tốc gió duy trì trong 1 phút và giá trị này được so sánh vào trong thang bão Saffir–Simpson (SSHWS).

## Danh sách bão

### Hệ thống khác
Vào ngày 13 tháng 12, một xoáy thuận cận nhiệt đới hình thành gần quần đảo Cook và được Trung tâm Cảnh báo Bão Liên hợp đặt tên là 95P. Nó chuyển đổi thành một xoáy thuận ngoài nhiệt đới vào ngày 17 tháng 12.
Vào ngày 10 tháng 5, một cơn xoáy thuận cận nhiệt đới khác cũng được đặt tên là 95P hình thành ở phía tây nam Fiji.

## Tên bão
Trong khu vực Nam Thái Bình Dương, một áp thấp nhiệt đới được đánh giá là đạt cường độ bão nhiệt đới khi tốc độ gió đạt 65 km/h (40 mph) và có dấu hiệu gió mạnh xảy ra ít nhất một nửa quanh tâm bão. Các áp thấp nhiệt đới mạnh lên thành bão nhiệt đới giữa Xích đạo và 26°Nam, cũng như giữa 160°Đông - 120°Tây, sẽ được đặt tên bởi FMS; nếu một áp thấp nhiệt đới mạnh lên ở phía nam 26°Nam giữa 160°Đông và 120°Tây, nó sẽ được đặt tên bởi MetService phối hợp với FMS. Tên Pita và Seru được sử dụng lần đầu tiên trong năm nay, thay thế cho Percy và Sheila sau mùa bão 2004–05. Nếu một cơn bão nhiệt đới di chuyển ra khỏi khu vực và vào khu vực Úc, nó sẽ giữ nguyên tên ban đầu. Các tên được sử dụng trong mùa bão 2024–25 được liệt kê dưới đây:
| - Pita - Rae | - Seru - Tam |